# Оквил (Вашингтон)
Оквил (енгл. Oakville) град је у америчкој савезној држави Вашингтон. По попису становништва из 2010. у њему је живело 684 становника.

## Демографија
Према попису становништва из 2010. у граду је живело 684 становника, што је 9 (1,3%) становника више него 2000. године.
| Група             | 2000.       | 2010.       |
| Белци             | 530 (78,5%) | 573 (83,8%) |
| Афроамериканци    | 8 (1,2%)    | 4 (0,6%)    |
| Азијати           | 4 (0,6%)    | 6 (0,9%)    |
| Хиспаноамериканци | 50 (7,4%)   | 45 (6,6%)   |
| Укупно            | 675         | 684         |